# Hranice (Nový Knín)
Hranice jsou osada ve městě Nový Knín v okrese Příbram ve Středočeském kraji, do roku 2016 též evidenční část obce. Nachází se asi 4,5 kilometru jihozápadně od Nového Knína. Je zde evidováno 5 adres. V roce 2011 zde trvale žilo šest obyvatel.
Hranice leží v katastrálním území Kozí Hory o výměře 9,58 km².

## Historie
První písemná zmínka o vesnici pochází z roku 1788.

## Obyvatelstvo
| Rok            | 1869 | 1880 | 1890 | 1900 | 1910 | 1921 | 1930 | 1950 | 1961 | 1970 | 1980 | 1991 | 2001 | 2011 | 2021 |
| -------------- | ---- | ---- | ---- | ---- | ---- | ---- | ---- | ---- | ---- | ---- | ---- | ---- | ---- | ---- | ---- |
| Počet obyvatel | 77   | 76   | 28   | 31   | 29   | 24   | 19   | 20   | 19   | 0    | 7    | 7    | 12   | 6    | 6    |
| Počet domů     | 9    | 9    | 5    | 8    | 5    | 5    | 5    | 6    | 0    | 0    | 2    | 4    | 5    | 4    | 4    |

## Obecní správa
Při sčítání lidu v letech 1850–1879 Hranice byly osadou obce Drhovy v okrese Příbram. V letech 1880–1960 byly osadou obce Kozí Hory, se kterým patřily nejprve do okresu Příbram, ale v roce 1950 v okrese Dobříš a od roku 1960 opět v okrese Příbram. Od 1. července 1960 do 2. června 2016 byly částí města Nový Knín v okrese Příbram. Evidenční část obce byla zrušena 3. června 2016.

## Osobnosti
- Josef Loukota (1879–1967), český malíř a pedagog narozený v Hranicích